# Paul Le Flem
Marie Paul Achille Auguste Le Flem (Radon, 18 maart 1881 – Tréguier, 31 juli 1984) was een Frans componist, muziekpedagoog, muziekcriticus en dirigent.

## Levensloop
Le Flem werd in Normandië geboren, maar groeide op in een familie die Bretons sprak. Zijn basisopleiding kreeg hij aan het lyceum te Brest. Als scholier had hij een baan voor ogen als officier bij de Franse marine, maar hij had ook een grote belangstelling voor muziek. Zijn eerste lessen kreeg hij van Gustave David, de organist aan de kerk Saint-Louis te Brest en muziekleraar aan het lyceum en van Joseph Farigoul, dirigent van de Musique des Équipages de la Flotte.
Vervolgens studeerde Le Flem aan het Conservatoire l’enseignement de Lavignac onder andere als voorbereiding voor een filosofiediploma aan de Sorbonne in Parijs in 1902. Door de opleiding aan het conservatorium teleurgesteld en zonder financiële middelen ging hij van 1902 tot 1903 naar Moskou als muziekleraar. Aldaar werd hij met de populaire en klassieke Russische muziek vertrouwd. In 1904 kwam Le Flem terug naar Parijs en schreef zich in als student aan de Schola Cantorum de Paris. Aldaar studeerde hij compositie bij Vincent d'Indy, contrapunt bij Albert Roussel en gregoriaanse muziek bij Amédée Henri Gustave Noël Gastoué. Hij werd bevriend met medestudent Edgard Varèse.
Vervolgens werd hij docent aan dit conservatorium ("La Schola"). Tot zijn leerlingen behoorde Erik Satie In het interbellum had hij vele privéstudenten, onder wie André Jolivet.
Van 1924 tot 1925 was Le Flem dirigent van het koor van de Opéra-Comique in Parijs, en vervolgens tot 1939 van het koor Chanteurs de Saint-Gervais. Hij richtte verschillende koren op. Hij was van 1932 tot 1939 chef-redacteur van het magazine L'Instrumental en verzorgde vele radio-opnames met koren voor de radiostations Radio-PTT, Radio-Paris, Paris-Mondial en Radio Coloniale. Van 1906 tot 1960 was hij voor vele dagbladen muziekcriticus. Hij was getuige van de premières van een aantal grote 20e-eeuwse meesterwerken, van Pelléas et Mélisande van Claude Debussy via Pierrot Lunaire van Arnold Schönberg tot Amériques van Edgard Varèse.
Le Flem beschouwde zich zelf vooral als componist. Nog tijdens zijn lyceum-periode begon hij op 15-jarige leeftijd aan zijn eerste kleine werkjes, en op 94-jarige leeftijd werkte hij nog aan een serie van Préludes voor zangstem en orkest. Daarnaast schreef hij een serie stukken die beïnvloed waren door Bretagne. Samen met andere componisten was hij initiatiefnemer voor de Bretonse componistenfederatie (L’Association des compositeurs bretons) en in juli 1942 eveneens medeoprichter van de Bretonse kunstenaars- en artiestenbeweging Seiz Breur.

## Composities

### Werken voor orkest

#### Symfonieën
- 1896-1897 Symphonie pastorale
- 1906-1908 Première Symphonie en la
- 1957 Deuxième Symphonie
- 1971 Troisième Symphonie
- 1971-1974 Quatrième Symphonie

#### Concerten voor instrumenten en orkest
- 1911 Fantaisie, voor piano en orkest
- 1964 Concertstück, voor viool en orkest

#### Andere orkestwerken
- 1899 Orphée et Euridice, symfonisch gedicht
- 1901 En Mer – Pièce Symphonique
- 1910-1911 Les Voix du large, symfonische schetsen
- 1912 Danses
- 1912/1920 'Pour les morts (orkestversie)
- 1942 Sept pièces enfantines (orkestversie)
- 1943 Adagio et Ronde des fées (Uittreksel uit "La Clairière des fées")
- 1943 Le Village, symfonisch gedicht
- 1952 Magicienne de la mer, interludes
- 1955 Hommage aux frères Lumière
- 1956 Impromptu
- 1957 Jeu de mouettes, voor klein orkest
- 1975 Préludes

### Werken voor harmonie- en fanfareorkest
- 1917 Marche Militaire, voor fanfareorkest
- 1925 Hymne au vin, voor solisten, gemengd koor en harmonieorkest

### Missen, cantates en gewijde muziek
- 1896 Requiem, voor gemengd koor en orkest
- 1902 Caïn, cantate in twee delen – tekst: van de componist
- 1912 La Procession, voor 4 gemengde stemmen – tekst: Louis Even
- 1912 Vrai Dieu qui m’y confortera, voor 4 gemengde stemmen – tekst: anoniem uit de 15e eeuw
- 1920 Lamento, voor gemengd koor a capella
- 1942 In Paradisium, voor 4 gemengde stemmen
- O Salutaris, voor zangstem, piano of harmonium

### Muziektheater

#### Opera's
| Voltooid in | titel                      | aktes                  | première                | libretto          |
| ----------- | -------------------------- | ---------------------- | ----------------------- | ----------------- |
| 1896-1899   | Orphée aux enfers          | 1 akte                 |                         | Regnard           |
| 1902-1903   | Endymion et Séléné         | 1 akte                 |                         | van de componist  |
| 1908        | Aucassin et Nicolette      | proloog en 3 bedrijven | 20 juli 1923, Parijs    | van de componist  |
| 1911        | Côtes tragiques            | 2 bedrijven            |                         |                   |
| 1936-1937   | La Fête du printemps       |                        |                         |                   |
| 1938-1942   | Le Rossignol de Saint-Malo | 1 akte                 | 5 mei 1942, Parijs      | Jean Gandrey-Rety |
| 1943        | La Clairière des fées      | 1 akte, 2 taferelen    | 29 oktober 1954, Parijs | Fernand Divoire   |
| 1946-1947   | La Magicienne de la mer    | 3 taferelen            | 29 oktober 1954, Parijs | José Bruyr        |

#### Balletten
| Voltooid in | titel   | aktes  | première | libretto                   | choreografie |
| ----------- | ------- | ------ | -------- | -------------------------- | ------------ |
| 1933        | Kercado | 1 akte |          | naar "Le Chant des genêts" |              |

#### Toneelmuziek
- 1936 La Folie de Lady Macbeth, toneelmuziek voor het mimodrama van Pierre Plessis en Maria Ricotti
- 1948 Dionysos, toneelmuziek voor dwarsfluit, harp, Ondes-Martenot en slagwerk – voor het stuk in 3 aktes en 12 taferelen van Max Frantel
- Clovis, toneelmuziek – tekst: Max Frantel
- Les Romanesques, voor strijkkwartet

### Koormuziek
- 1909 Tu es Petrus, voor gemengd koor en orgel
- 1914 Crépuscule d’Armor, voor vrouwenkoor en orkest – tekst: van de componist
- 1922 Paysage, voor gemengd koor
- 1954 Neuf chants populaires bretons, voor gemengd koor
- 1955 Dix-huit chants populaires bretons, voor gemengd koor
- 1963 Morvenn Le Gaélique, voor solisten, dwarsfluit, hobo, klarinet, fagot altviool en piano – tekst: zes gedichten van Max Jacob
- 1964 Hommage à Rameau, symphonie chorale (13 pièces sur des textes du XVIIIè siècle plus 2 motets), voor gemengd koor
- 1966-1968 La Maudite, gwerz dramatique, voor solisten, gemengd koor en orkest
- Quatre chants de la région de Tréguier, voor gemengd koor
- Voix au bord de la mer, voor dubbelde koor en instrumentaal ensemble

### Vocale muziek
- 1897 Au fond des bois, voor zangstem en piano – tekst: Alfred de Vigny
- 1900 Ballade des lutins (romance bretonne), voor zangstem en piano
- 1901 Chanson des bonheurs, voor zangstem en piano – tekst: Pierre Saïclon
- 1901 Inquiétude, voor zangstem en piano – tekst: Pierre Saïclon
- 1901 Novembre breton, impression voor zangstem en piano – tekst: Paul Le Flem
- 1901 Pourquoi ?, mélodie voor zangstem en piano
- 1902 Arpège, voor zangstem en piano – tekst: Paul Le Flem
- 1902 Huit chansons grecques, voor zangstem en piano
- 1902 J’ai rêvé le soir, voor mezzosopraan of bariton en piano – tekst: Paul Le Flem
- 1902 Lassitude, voor zangstem en piano – tekst: Paul Le Flem
- 1902 Musique, voor zangstem en piano – tekst: Albert Samain
- 1902 Nuit blanche, voor zangstem en piano – tekst: Amédée Rouquès
- 1902 Viens mon amante, voor zangstem en piano
- 1903 Endymion et Séléné, reductie van de opera voor zangstem en piano – tekst: van de componist
- 1903 Ils doivent chérir ce démon de l’enfance, voor zangstem en piano
- 1903 Mélodie, voor zangstem en piano
- 1904 Ariette oubliée, voor zangstem, piano en strijkkwartet – tekst: Paul Verlaine
- 1904 Ariette oubliée, voor zangstem en piano – tekst: Paul Verlaine
- 1904 Mandoline, voor zangstem, piano en strijkkwartet – tekst: Paul Verlaine
- 1904 Mélodie (incipit : « Les flots viennent mollement expirer sur la grève »), voor zangstem en piano – tekst: Paul Le Flem
- 1904-1911 Quatre mélodies, voor sopraan en piano
- 1905 Chanson triste d’un conte, voor zangstem en piano – tekst: G. Kerjean
- 1912 La Neige, voor vier gemengde stemmen – tekst: Louis Even
- 1919-1920 Invocation, voor zangstem en orkest – tekst: Louis Even
- 1923 Cinq chants de croisade, voor zangstem, dwarsfluit en strijkkwartet
- 1923 Cinq chansons de croisade, voor zangstem en piano – tekst: Béthune de Conon, Chatelain de Couci, Thibault de Champagne, Chardon de Reims
- 1937 La Fête du printemps, voor zangstem en piano – tekst: Paul Le Flem
- 1939 Ce frisson d’avril, voor zangstem en piano
- 1946 Suis-je, suis-je, suis-je belle, voor sopraan of tenor en piano of harp – tekst: Eustache Deschamp
- 1955 Comme sur un miroir, voor zangstem en piano – tekst: Benjamin Péret
- 1955 Le Doigt dans l’eau, voor zangstem en piano – tekst: Benjamin Péret
- 1963 J’ai fait sonner mon cœur ainsi qu’une clarinette, voor zangstem en piano – tekst: Pierre Espil
- 1963 Je chante par couverture, voor zangstem en piano – tekst: Christine de Pisan
- A l’alouette, voor zangstem en piano – tekst: Ronsard
- Arpège, voor zangstem en orkest – tekst: Paul Le Flem
- Clair de lune, voor zangstem en orkest – tekst: Louis Even
- Invocation, voor zangstem en piano – tekst: Louis Even
- La Morte, voor zangstem en piano – tekst: E. Lendet de la Vallée
- Le Grillon du foyer, voor zangstem en orkest – tekst: D. Thaly
- Mandoline, voor zangstem en orkest – tekst: Paul Verlaine
- Marine, voor zangstem en piano
- Quand l’oiseau se réveille, gazouille à ma fenêtre, voor zangstem en piano
- Soir, voor zangstem en piano – tekst: Edmond de Rougement
- Soleils couchants, voor zangstem en orkest – tekst: Paul Verlaine

### Kamermuziek
- 1899 Pavane de Mademoiselle, style Louis XIV, voor 2 violen, altviool, cello en contrabas
- 1901 Rêverie grise, voor viool of cello en piano
- 1902 Heure pesante, voor strijkkwartet
- 1903 Morceau en la mineur pour quatuor à cordes, voor strijkkwartet
- 1905 Sonate, voor viool en piano
- 1908 Trois airs bretons, voor dwarsfluit en piano
- 1909 Danse désuète, voor viool, altviool, cello en harp
- 1909 Quintette en mi mineur (e klein), voor 2 violen, altviool, cello en piano
- 1925 Pièce, voor dwarsfluit en piano
- 1952 Clair de lune sous bois, voor dwarsfluit, viool, altviool, cello en harp
- 1952 Pièce, voor hoorn en piano
- Pièce, voor dwarsfluit en cello

### Werken voor orgel
- 1909 Pièce lente

### Werken voor piano
- 1896 Les Korrigans, valse bretonne
- 1896-1899 Mélancolie
- 1898-1899 Eponine et Sabinius, symfonisch gedicht
- 1901 En mer, symfonisch gedicht
- 1901 Par grèves, Par Landes
- 1903 Pièce
- 1910 Avril
- 1910 Il bruine
- 1910 Le Chant des genêts
- 1910 Vieux calvaire
- 1911 Sept pièces enfantines
- 1938 Emotion
- 1961 Pour la main gauche

### Werken voor harp
- 1909 Clair de lune sous bois
- 1909 Danse désuète

### Radiofonische werken
- 1949 La Légende de Macbeth
- 1949 Tess d’Uberville, radiofonische bewerking van Roger Ferdinand
- Les Paralytiques volent, radiofonische legende in 6 epochen – tekst: Henri Pollès

### Filmmuziek
- 1942 Le Grand jardinier de France
- 1953 Côte de granit rose

## Publicaties
- Albert Roussel dans le quotidien de la vie, in: Le Courrier Musical de France. 27 (1969), p. 160-161.